# Мусаву-Кинг, Иронду
Иронду Мусаву-Кинг (фр. Yrondu Musavu-King; 8 января 1992, Либревиль, Габон) — габонский футболист, защитник клуба «Удинезе» и сборной Габона, на правах аренды выступающий за «Санкт-Галлен».

## Карьера
Начал футбольную карьеру в любительских клубах «Эрувиль» и «Мондевиль». В 2007 году перешёл в академию клуба «Кан». Дебютировал за первую команду 23 ноября 2012 года в матче против клуба «Анже». Забил единственный гол 4 октября 2014 года в матче против марсельского «Олимпика» на 84-й минуте.
1 июля 2013 года Иронду отправился в аренду в клуб «Пон-дю-Гар», за который провёл 20 матчей.
2 июля 2015 года Иронду перешёл в клуб Примеры «Гранаду», заключив контракт на 5 лет.

## Статистика
| Сезон           | Клуб                | Дивизион        | Лига  | Лига | Кубок | Кубок | Евро  | Евро | Всего | Всего |
| Сезон           | Клуб                | Дивизион        | Матчи | Голы | Матчи | Голы  | Матчи | Голы | Матчи | Голы  |
| --------------- | ------------------- | --------------- | ----- | ---- | ----- | ----- | ----- | ---- | ----- | ----- |
| 2012/13         | Кан                 | Лига 2          | 5     | 0    | 1     | 0     | 0     | 0    | 6     | 0     |
| 2013/14         | Пон-дю-Гар (аренда) | Лига 3          | 20    | 0    | 0     | 0     | 0     | 0    | 20    | 0     |
| 2014/15         | Кан                 | Лига 1          | 6     | 1    | 0     | 0     | 0     | 0    | 6     | 1     |
| 2015/16         | Гранада             | Примера         | 0     | 0    | 0     | 0     | 0     | 0    | 0     | 0     |
| Всего в карьере | Всего в карьере     | Всего в карьере | 31    | 1    | 1     | 0     | 0     | 0    | 32    | 1     |